# Cắt bỏ dương vật
Trong các nền văn minh cổ đại, việc loại bỏ dương vật của con người đôi khi được sử dụng để thể hiện sự vượt trội hoặc thống trị đối với kẻ thù. Quân đội đôi khi được biết đến để cắt đứt dương vật của kẻ thù để đếm người chết, cũng như đếm số kẻ thù bị giết để phong thưởng. Việc thực hành thiến (cắt bỏ tinh hoàn) đôi khi liên quan đến việc loại bỏ tất cả hoặc một phần của dương vật, nói chung với một ống được chèn để giữ cho niệu đạo mở để tiểu tiện. Việc thiến đã được sử dụng để tạo ra một lớp người hầu hoặc nô lệ được gọi là hoạn quan ở nhiều nơi và thời đại khác nhau.
Ở Nga, những người đàn ông thuộc nhóm Spiritual Christianity được gọi là Skoptsy đã bị thiến, hoặc trải qua "việc thiến nhiều hơn", trong đó đòi hỏi phải cắt bỏ dương vật, hoặc "thiến ít hơn", trong đó phụ nữ nhóm Skoptsy đã thực hiện cắt bỏ vú. Các thủ tục này được thực hiện trong một nỗ lực để loại bỏ ham muốn và khôi phục Cơ đốc giáo về trạng thái nguyên sơ tồn tại trước tội lỗi nguyên thủy.
Trong kỷ nguyên hiện đại, việc cắt bỏ dương vật của con người cho bất kỳ hoạt động như vậy là rất hiếm (với một số ngoại lệ được liệt kê dưới đây), và các tài liệu tham khảo để loại bỏ dương vật hầu như luôn luôn biểu tượng. Việc cắt bỏ dương vật ít gặp hơn và được thực hiện như là phương án cuối cùng trong điều trị ung thư tuyến tiền liệt nhạy cảm androgen.

## Cắt bỏ dương vật trong y học và tâm lý
Một số đàn ông có dương vật bị cắt cụt, được gọi là penectomies, vì lý do y tế. Ung thư, ví dụ, đôi khi cần phải loại bỏ tất cả hoặc một phần của dương vật. Trong một số trường hợp, cắt bao quy đầu thời thơ ấu cũng đã dẫn đến kết quả dương vật toàn phần hoặc một phần. Một người đàn ông đã cắt bỏ dương vật của mình có thể có một hoặc nhiều vấn đề với tính cách, tiểu tiện, đời sống tình dục và tinh hoàn dễ bị tổn thương; anh ta cũng có thể trải nghiệm cảm giác có một dương vật ảo (xem chi ảo).
Thủ tục phẫu thuật bộ phận sinh dục cho phụ nữ chuyển giới (chuyển giới hoặc chuyển đổi giới tính) trải qua phẫu thuật xác định lại giới tính, thường không liên quan đến việc cắt bỏ hoàn toàn dương vật; một phần hoặc toàn bộ qui đầu thường được giữ và định hình lại như một âm vật, và da của trục dương vật cũng có thể được đảo ngược để tạo thành âm đạo. Khi các thủ tục như thế này là không thể, các thủ tục khác như colovaginoplasty được sử dụng liên quan đến việc loại bỏ dương vật.
Các vấn đề liên quan đến việc loại bỏ dương vật xuất hiện trong tâm lý, ví dụ trong tình trạng được gọi là lo lắng bị thiến.
Một số người đàn ông đã trải qua phẫu thuật chỉnh sửa cơ thể tự nguyện, do đó bao gồm nó như là một phần của rối loạn dị dạng cơ thể. Ý kiến chuyên môn được chia cho mong muốn cắt cụt dương vật như một bệnh lý, giống như tất cả các hình thức điều trị khác bằng cắt cụt chi cho rối loạn dị dạng cơ thể. Tự nguyện cắt đáy dương vật, loại bỏ các qui đầu dương vật, và phân nhánh của dương vật là các chủ đề liên quan.